# Attila Fiola
Attila Fiola, né le 17 février 1990 à Szekszárd, est un footballeur international hongrois, évoluant au poste de défenseur depuis le milieu des années 2000.

## Biographie

### En club
Joueur du Paksi SE depuis 2002, le club de sa ville natale, Attila Fiola est transféré en 2015 à la Puskás Akadémia, évoluant en première division hongroise, et qui constitue une équipe de jeunes joueurs du Videoton FC.

### En sélection
Il fait ses débuts internationaux avec l'équipe nationale hongroise en 2014, contre les îles Féroé. 
En 2016, il réussit avec ses coéquipiers à se qualifier pour un Championnat d'Europe, la première depuis 1972. Lors de l'Euro 2016, les hongrois atteindront les huitièmes de finale de la compétition en s'inclinant face à la Belgique sur le score lourd de 4-0. 
Le 19 juin 2021, lors de l'Euro 2021, il ouvre le score lors du match opposant son équipe à la France. Ce but permet aux siens de tenir en échec l'équipe championne du monde en titre (1-1). 
En mai 2024, il est sélectionné par Marco Rossi pour participer à l'Euro 2024 avec la Hongrie.

## Palmarès
- Championnat de Hongrie : 
  - Vice-champion en 2011

- Coupe de la ligue hongroise : 
  - Vainqueur en 2011 avec le Paksi SE
  - Finaliste en 2010 avec le Paksi SE